# Бойко, Вадим Анатольевич (музыкант)
Вадим Анатольевич Бойко (14 июня 1947 — 30 ноября 2018) — украинский гобоист, педагог НМАУ им. П. И. Чайковского (Киевской музыкальной академии им. П. И. Чайковского) (1997—2018), солист оркестра Национального театра оперы и балета им. И. Г. Шевченка (1968—2018) лауреат Украинского Республиканского конкурса, посвящённого 50-летию ВЛКСМ, Заслуженный артист Украинской ССР (1983 г.)

## Биография
Вадим Бойко родился в 1947 году в семье музыканта. Его отец был тромбонистом в военном ансамбле песни и танца Киевского военного округа. Окончив киевское культ-просветительное училище в 1965 году, Вадим поступил в Киевскую государственную консерваторию им. П. И. Чайковского по классу гобоя (1965—1970) в класс О. И. Безуглого, a впоследствии стал одним из лучших его учеников. Трудолюбивый и способный юноша сразу приобщился к творческому труду и уже в 1968 году стал лауреатом Республиканского конкурса исполнителей на духовых и ударных инструментах. Ещё в студенческие годы приступил к труду в Государственном академическом симфоническом оркестре Украины, впоследствии стал солистом-регулятором, а затем и концертмейстером группы гобоев симфонического оркестра Киевского национального театра оперы и балета Украины им. Т. Шевченко.
Умер от сердечного приступа 30 ноября 2018 года возле станции метро «Театральная».

## Творческая работа
Параллельно с работой в оркестре сотрудничал с многими камерными и симфоническими оркестрами. В составе оркестра и с различными ансамблями записал в фонд украинского радио музыку мировой и отечественной классики, музыку к фильмам на Киевской киностудии им. А. Довженко. Представлял Украину в составе оркестра за рубежом: Япония, Германия, Франция, Нидерланды и другие страны. На протяжении творческой работы в оркестре сотрудничал с выдающимися дирижёрами современности, которые высоко оценивали его исполнительское мастерство: Канарштейн Н. Н., Тольба В. С., Рахлин Н. Г., Симеонов К. А., Турчак С. В., Гнедаш В. Б., Блажков И. И., Кожухарь В. М. и другие. Благодаря своим способностям и самоотверженному труду Бойко заработал себе непререкаемый авторитет среди коллег, дирижёров и студентов. Многие дирижёры приглашают его для выполнения ответственных программ, как на Украине, так и в гастрольных турне. Звук его гобоя имеет достаточно выразительное, лёгкое звучание и достаточно развитую технику. Мягкий по тембру, он имеет большой динамический колорит, что даёт возможность и во время звучания всего оркестра инструментов распознать тембр и звучание гобоя. Соловые партии всегда проводит на высоком художественном уровне. Особенно отчётливо Бойко проявил себя в качестве солиста в творчестве П. И. Чайковского, в частности в балетах: «Лебединое озеро», «Спящая красавица». С конца 70-х годов В. А. Бойко преподаёт в Киевском музыкальном училище им. Р. М. Глиера, а после смерти А. И. Безуглого — в Киевской музыкальной академии им. П. И. Чайковского. Среди его учеников: Б. Бантий, Г. Кот, И. Болбот и др. За многолетний творческий труд и успехи в достижении исполнительского мастерства В. А. Бойко был удостоен почётного звания Заслуженный артист УССР.